# Guttau
Guttau (alt sòrab: Hućina) és un municipi alemany que pertany a l'estat de Saxònia. És travessat pel riu Spree i és una zona d'assentament dels sòrabs. Està situat a uns 11 km al nord-est de la ciutat de Bautzen.

## Llogarets
- Brösa (Brězyna), 197 h.
- Guttau (Hućina), 371 h.
- Halbendorf/Spree (Połpica), 223 h.
- Kleinsaubernitz (Zubornička), 344 h.
- Lieske (Lěskej), 46 h.
- Lömischau (Lemišow), 123 h.
- Neudorf/Spree (Nowa Wjes/Sprjewja), 159 h.
- Ruhethal (Wotpočink), 15 h.
- Wartha (Stróža), 153 h.